# Eddie Keizan
Eddie Keizan, južnoafriški dirkač Formule 1, * 12. september 1944, Johannesburg, Južnoafriška republika, † 21. maj 2016, Johannesburg.
Debitiral je na domači dirki za Veliko nagrado Južne Afrike v sezoni 1973, kjer je sicer prišel v cilj, toda zaradi prevelikega zaostanka za zmagovalcem ni bil uvrščen. V Formuli 1 je nastopil še na dveh domačih dirkah, Veliki nagradi Južne Afrike v sezoni 1974, kjer je zasedel štirinajsto mesto, in Veliki nagradi Južne Afrike v sezoni 1975, kjer je zasedel trinajsto mesto.

## Popolni rezultati Formule 1
(legenda) (odebeljene dirke pomenijo najboljši štartni položaj, poševne pa najhitrejši krog, †-uvrščen kljub odstopu)
| Leto | Moštvo                | Šasija      | Motor       | 1   | 2   | 3      | 4   | 5   | 6   | 7   | 8   | 9   | 10  | 11  | 12  | 13  | 14  | 15  | Prv | Toč |
| ---- | --------------------- | ----------- | ----------- | --- | --- | ------ | --- | --- | --- | --- | --- | --- | --- | --- | --- | --- | --- | --- | --- | --- |
| 1973 | Blignaut-Lucky Strike | Tyrrell 004 | Cosworth V8 | ARG | BRA | JAR NC | ŠPA | BEL | MON | ŠVE | FRA | VB  | NIZ | NEM | AVT | ITA | KAN | ZDA | -   | 0   |
| 1974 | Blignaut-Embassy      | Tyrrell 004 | Cosworth V8 | ARG | BRA | JAR 14 | ŠPA | BEL | MON | ŠVE | NIZ | FRA | VB  | NEM | AVT | ITA | KAN | ZDA | -   | 0   |
| 1975 | Team Gunston          | Lotus 72    | Cosworth V8 | ARG | BRA | JAR 13 | ŠPA | MON | BEL | ŠVE | NIZ | FRA | VB  | NEM | AVT | ITA | ZDA |     | -   | 0   |